# Славянск на Кубан
Славянск на Кубан (на руски: Славянск-на-Кубани) е град в Русия, административен център на Славянски район, Краснодарски край. Населението му през 2010 година е 63 842 души.

## Население
Населението на града през 2010 година е 63 842 души. През 2002 година населението на града е 64 136 души, от тях:
- 58 003 (90,4 %) – руснаци
- 2574 (4,0 %) – арменци
- 1683 (2,6 %) – украинци
- 402 (0,5 %) – цигани
- 319 (0,5 %) – беларуси
- 219 (0,3 %) – татари
- 152 (0,2 %) – германци
- 66 (0,1 %) – грузинци
- 55 (0,1 %) – азербайджанци
- 42 – гърци
- 40 – адигейци
- 3 – турци